# ニコ・ロズベルグ
ニコ・エリク・ロズベルグ（Nico Erik Rosberg, 1985年6月27日 - ）は、ドイツ出身の元レーシングドライバー。
1982年のF1ワールドチャンピオンでフィンランド人のケケ・ロズベルグを父に持ち、レースにおいては母親の母国であるドイツ国籍で参戦。2016年にF1史上2組目の親子チャンピオン、ドイツ人として史上3人目のワールドチャンピオンとなった。

## 初期の経歴
1985年にドイツヘッセン州のヴィースバーデンにて生まれ、モナコで育つ。そのキャリアは常に家族、とりわけ父親に支えられたものとなる。
1996年、10歳の時にカートを始め、ヨーロッパ、アメリカなどの選手権を転戦。
2002年、16歳の時ジュニアフォーミュラに移行し、ドイツのフォーミュラ・BMWに参戦。20戦中9勝をあげ、その年のタイトルを獲得した。また、この年はウィリアムズで初のF1テストを行ってもいる。17歳でのF1ドライブは、当時の史上最年少である。
2003年には、父ケケのチームからユーロF3に参戦し、2004年に離脱するまでの間、幾つかの優勝をあげる。
2005年は、同年に国際F3000から改組しスタートしたGP2にARTグランプリチームから参戦した。第5ラウンドとなるマニ・クールでの第2レースを制すると、翌戦のシルバーストンでは第1レースでポールトゥウィンを飾り、更に翌戦のホッケンハイムの第1レースでハットトリックを達成する。その後はしばらく優勝から遠ざかり、チャンピオン争いではヘイキ・コバライネンに先行を許すが、バーレーンでの最終ラウンドで、第1レースと第2レースをともに制して、コバライネンを逆転して同シリーズの初代チャンピオンに輝いた。
11月には、父ケケの古巣でもある、F1のウィリアムズと翌年の契約を交わした。

## F1での経歴

### ウィリアムズ

#### 2006年

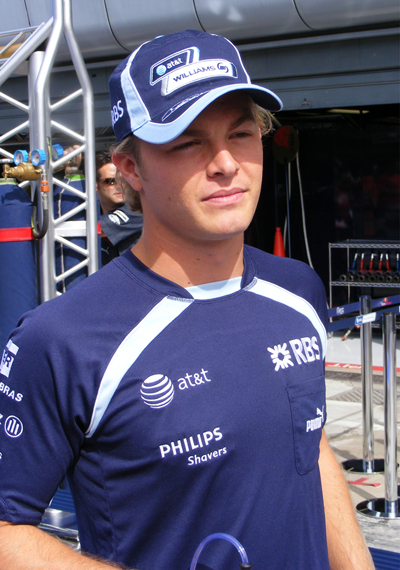
ウィリアムズ時代（2007年）

F1デビュー戦となった開幕戦バーレーンGPで7位入賞を果たしたのみでなく、史上最年少でファステストラップを獲得する活躍を見せた。続く第2戦マレーシアGPでは予選3位を獲得し、その後の第5戦ヨーロッパGPでも7位入賞など、序盤は活躍を見せた。しかし、度重なる他車との接触やマシントラブルなどで、全18戦中9戦でリタイアを喫し、結果的に序盤で獲得した4ポイントから前進できずチームメイトのマーク・ウェバーには予選・決勝共に大差をつけられてシーズンを終えた。

#### 2007年
引き続きウィリアムズから参戦。この年からウィリアムズのマシンにトヨタエンジンを搭載。信頼性も向上したことからリタイアは年間3回に減少し、第11戦ハンガリーGPから第14戦ベルギーGPまで4戦連続で入賞するなど着実にポイントを重ね、最終戦ブラジルGPでは自己最高位の4位入賞を果たした。シーズンオフには、マクラーレンへの移籍が噂されるなど、評価を上げた一年となったが、一発の速さがある一方で若さゆえのムラのある走りも多く、チームメイトのアレクサンダー・ヴルツが表彰台を獲得したのに対し、表彰台には後一歩届かなかった。

#### 2008年

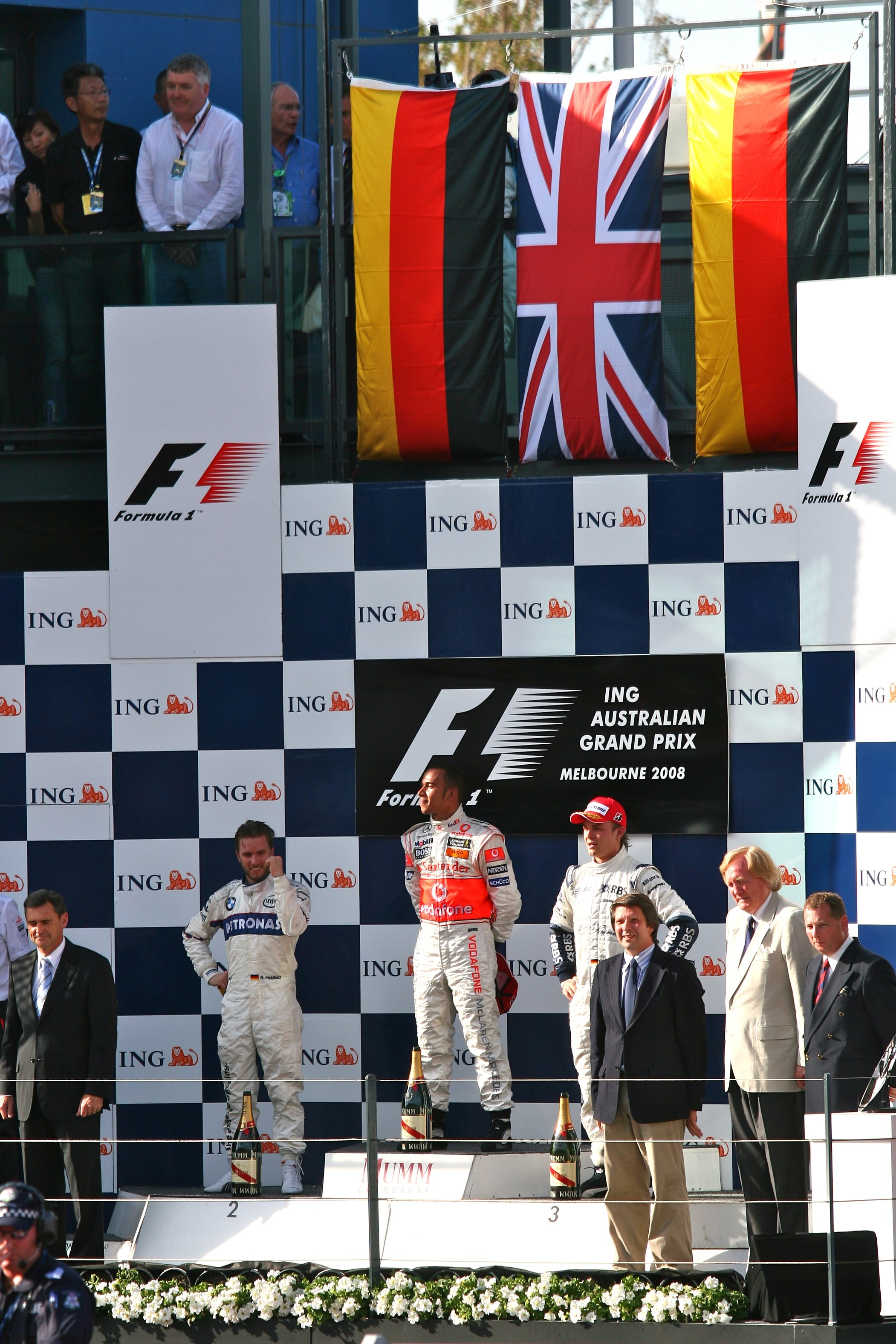
初表彰台（2008年オーストラリアGP）

チームメイトに中嶋一貴を迎え、2人のドライバーが共に二世ドライバーで、かつ両方の親（ケケ・ロズベルグと中嶋悟）がふたりとも『母国（フィンランドと日本）初のフルタイムF1ドライバー（但しケケはフィンランド国籍だが、ニコはドイツ国籍）』というラインナップで臨んだシーズンとなった。開幕戦オーストラリアGPでは荒れたレースの中で、初表彰台となる3位を獲得。このレースで優勝したカート時代からの僚友・ルイス・ハミルトンとパドックで抱き合ってはしゃいで喜びを爆発させた。第7戦カナダGPにてピットロード出口の赤信号を見落とすミスを犯し、同じく信号を見落としキミ・ライコネンに追突したルイス・ハミルトンの後方から追突。これにより次戦第8戦フランスGPでの予選10グリッド降格のペナルティが下された。シーズン中盤以降は徐々に戦闘力を落としていくマシンに苦戦したが、第15戦シンガポールGPではセーフティカーが導入されたタイミングや、その後に自身に課せられたペナルティの裁定が遅れたことなどが功を奏し、自己最高位となる2位表彰台を獲得した。その一方で前年同様一発の速さがある一方で、ムラがある走りも残っており、ポイント数こそ差がついたものの、ニコと中嶋の入賞回数は同じ（5回）というシーズンだった。その一方で2度の表彰台経験からシーズン中から度々移籍の噂が流れるなど、その去就に注目が集まっていたが、2009年もウィリアムズに残留することが決まった。

#### 2009年
開幕戦オーストラリアGPではフリー走行の全てのセッションでトップタイムを記録したが、期待された予選は5位に終わった。決勝はピットストップでトラブルに見舞われ順位を大きく落としながらも、レース終盤には自身2度目となるファステストラップを記録し、6位に入賞した。第2戦マレーシアGPでも入賞し、次の2戦こそ入賞圏外でレースを終えたが、その後の第5戦スペインGPから第12戦ベルギーGPまで、8戦連続で入賞した。しかし第13戦イタリアGPでは今期初の予選Q1敗退。決勝レースでも序盤に接触したのち16位という結果に終わった。このレースで完走したことにより連続完走記録を25戦に伸ばし、ミハエル・シューマッハの24戦を抜いて歴代2位となった。第14戦シンガポールGPでは自身予選最高位タイとなる3位を獲得。決勝では最初のピットアウトの際にオーバースピードから出口付近の白線を横断するミスを犯し、ドライブスルーペナルティが科せられた。セーフティカー導入後にペナルティを消化せざるを得ない事態となったことで下位に沈み、11位でフィニッシュ。2戦連続ノーポイントに終わった。第15戦日本GPでは5位に入賞し3戦振りのポイントを獲得した。
11月23日、翌年からF1ワークス活動を再開するメルセデスへの移籍を発表した。

### メルセデス

#### 2010年

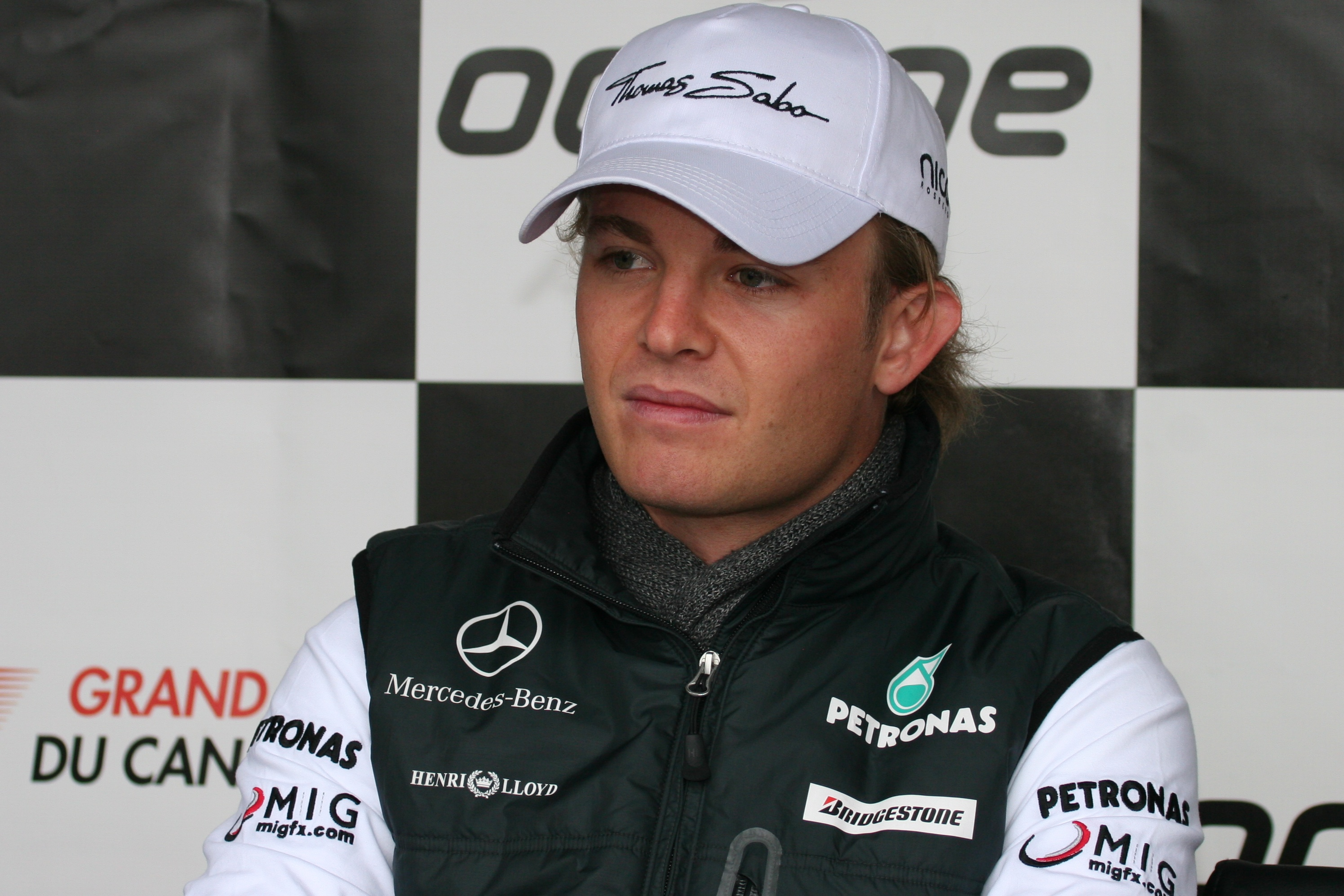
メルセデス初年度（2010年）

チームメイトは4シーズンぶりにF1に復帰したミハエル・シューマッハ。
開幕戦バーレーンGPから予選・決勝ともにシューマッハを上回る成績を収めた。第3戦マレーシアGPはウェットコンディションの予選で自身初となるフロントローを獲得し、決勝でも3位表彰台を獲得。
この年は表彰台3回の活躍を見せている。また、総合ポイントでミハエル・シューマッハを大きく上回った。

#### 2011年
引き続きメルセデスで参戦。この年は第3戦中国GP、第4戦トルコGPで獲得した5位が最高位となり、前年のような表彰台獲得には至らなかった。最終的には14回の入賞で、2年連続で総合成績でシューマッハを上回ったが、序盤戦こそシューマッハを上回る走りを見せていたが、終盤戦からはシューマッハの後塵を拝すレースが続いた。

#### 2012年

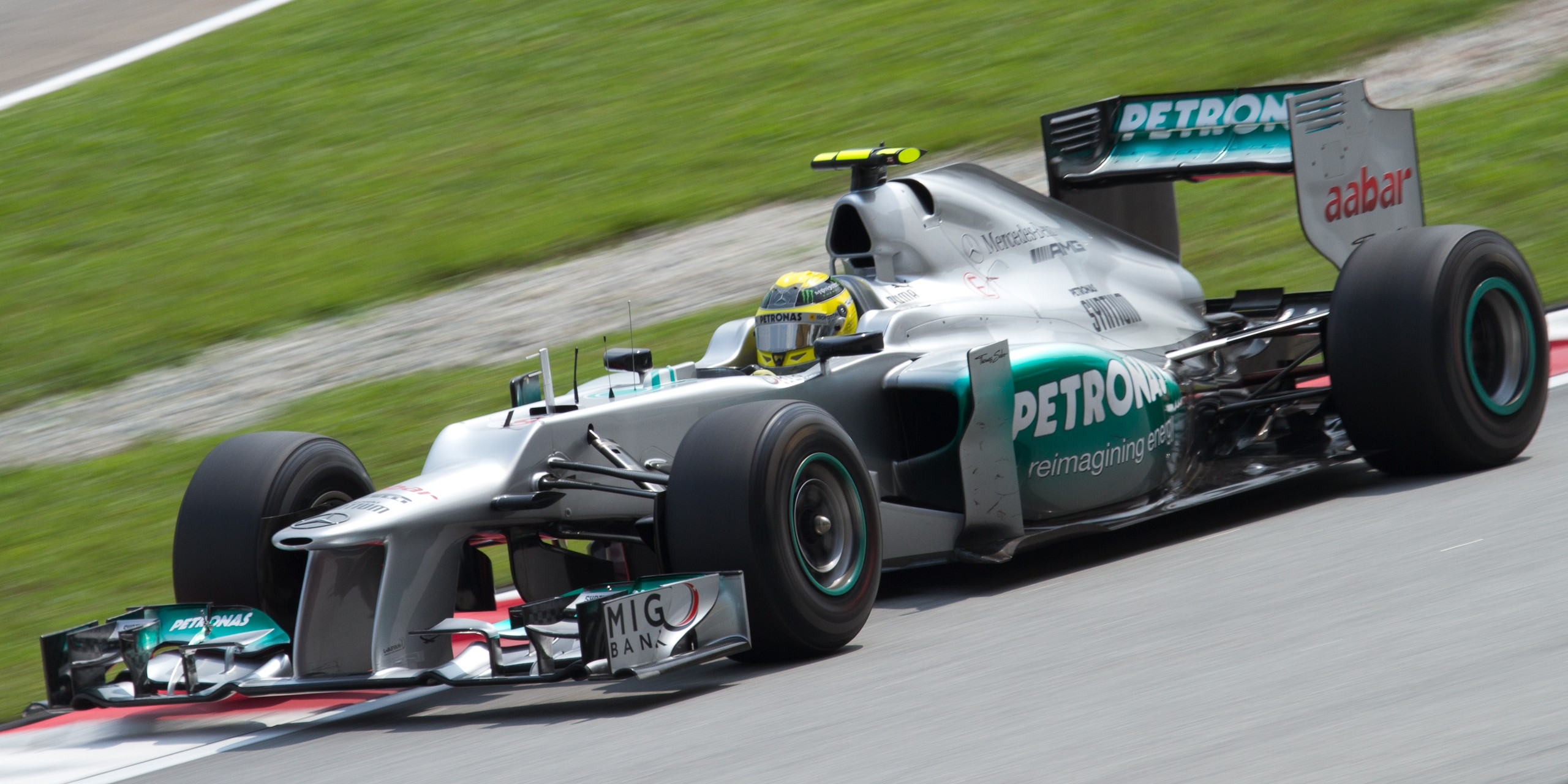
チーム初優勝したマシンW03（2012年）

第3戦中国GPでは、予選で圧倒的な速さを見せ、決勝でもF1参戦7年目の111戦目にして、ポール・トゥ・ウィンでのF1初優勝を飾った。
また第6戦モナコグランプリでは2位入賞し、モナコで自身初の表彰台を獲得した。
1勝を含めて10回入賞し、総合成績では3年連続でチームメイトのシューマッハを上回ったものの、終盤6戦では入賞なし（うちリタイア3回）と失速し、ドライバーズランキングでは前年を下回る9位となった。

#### 2013年
チームメイトは前年に2度目の引退を表明したシューマッハに代わり、マクラーレンから移籍のルイス・ハミルトン。かつてのカート時代の仲間とタッグを組む。
第4戦バーレーンGPから3戦連続ポールポジション。第6戦モナコGPではポール・トゥ・ウィンを飾り、自身通算2勝目を挙げる。父ケケも1983年のモナコGPで優勝しており、史上初のモナコGP親子優勝となった。また、タイヤトラブルが多発し、サバイバルレースとなったイギリスGPを制し、シーズン2勝を挙げた。結果として、チームメイトのハミルトンの後塵を拝する成績に終わったものの、随所で上回り自身の評価を上げるシーズンとなった。

#### 2014年

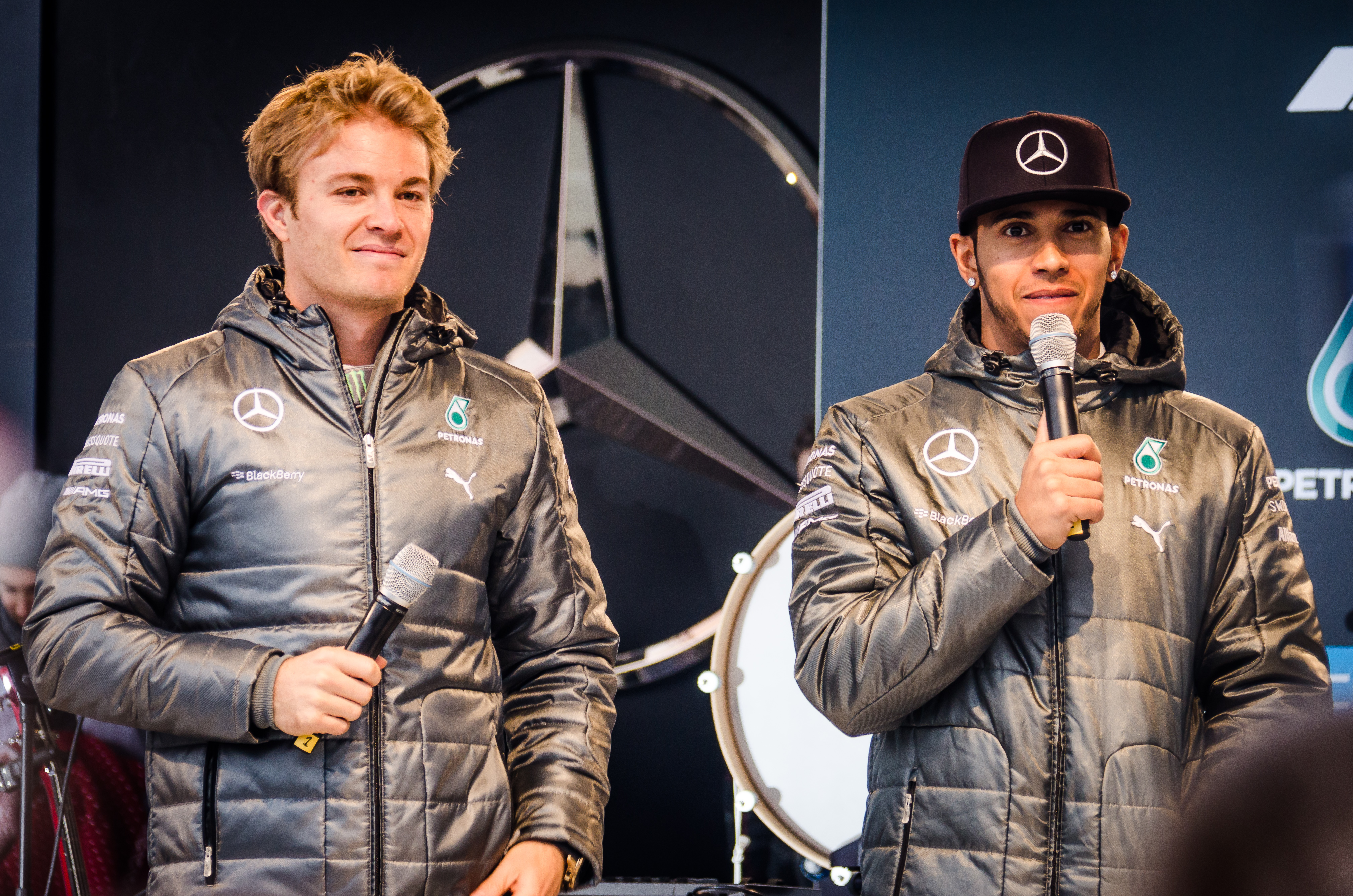
ハミルトンとの優勝争いが顕著に（2014年）

2014年のメルセデスのマシンは他を圧倒する速さを示しており、それを反映した成績を示している。ドイツGPでは初の母国勝利を達成（表彰台も初）。しかしこの年に入ると、前年から微妙であったルイス・ハミルトンとの仲がこじれるようになった。
モナコGPは「ラスカスゲート再び」と思わせるドライビング、さらにベルギーGPではハミルトンのマシンへ接触。この瞬間チームラジオでハミルトンははっきりと「ニコ・ヒット・ミー!」と伝えており、ハミルトンはリタイヤを余儀なくされたにも拘わらず、自身は2位でフィニッシュ。表彰式ではブーイングが飛び交ってしまう。イタリアGPではフェリペ・マッサとともに流暢なイタリア語を表彰式で披露し、イタリア語に堪能ではないハミルトンを置き去りにするなど確執が表面化している。ハンガリーでの4位とリタイア以外はすべて2位以上という抜群の安定感でポイントリーダーを維持していたがシンガポールグランプリではマシントラブルによりリタイア、このレースでハミルトンが優勝したことでランキングの逆転を許し、流れにのったハミルトンは5連勝、その後の4戦ではすべて2位を確保するも差は広がり続けた。逆風の中で迎えたブラジルグランプリでは3度のフリー走行、予選(Q1からQ3まで)のすべてのセッションでトップタイムを記録し、決勝でも終盤ハミルトンに詰め寄られながらもミスなく逃げ切って8戦ぶりの勝利を完璧なポール・トゥ・ウィンで飾ると、17ポイント差で最終戦に臨むこととなった。ダブルポイントのアブダビグランプリではポールポジションを獲得するもスタートでハミルトンにかわされ、そのまま追従する展開となるが、自らのブレーキングミスから危惧されていたERSのトラブルが発生、ブレーキも厳しくなり、ターボラグも酷くピットからのスタートもマニュアル操作で発進という状況に陥る。残り2周のところでマシンのトラブルが多すぎるため無線にてピットに戻りリタイアを促されるが「I would like to go to the end!(最後まで走りたい！)」と叫んでチーム側もこれを了承しハミルトンに周回遅れにされるという屈辱を味わいながらも14位で完走、逆転は叶わなかった。しかし表彰式前に直接ハミルトンの元を訪れて笑顔で祝福の言葉を述べ、シーズン中の確執は取り払われたように見える。

#### 2015年
モナコGPではメルセデスの無線指示のミスによるハミルトンの後退によって、なんとか優勝できたものの、その後ハミルトンには7戦連続でポールポジションを奪われてしまう。また、ドライバーズランキング首位を守り続けたハミルトンに対し、ロズベルグはマシン性能で劣るフェラーリ・ベッテルにランキング2位を脅かされながらの戦いであった。
その後も、シンガポールGPを除いて、予選ではメルセデス勢同士でポールポジションを奪い合い、アメリカGPでは3戦連続となるポールポジションを獲得。決勝でもデッドヒートを繰り広げるが、トップ走行中に自身のミスからかコースアウトし、ハミルトンが逆転優勝を飾り2年連続の王者獲得が決定。このレース後に、ピレリ製の「2位」と書かれた帽子を当のハミルトンがはしゃぎながらロズベルグに投げ渡したことに激昂、そのまま投げ返し悔しさを滲ませた。当該シーンはBSフジの録画放送では放送時間の都合からかハミルトンが先に帽子を投げたところをカットして流されたため、そちらの視聴者には「負けたロズベルグが八つ当たりをした」とも誤解されかねない内容になっている。加えてシャンパンファイトも拒否するなど物議を醸した。
しかしここから奮起し、メキシコGPでは自身初のハットトリックを達成し、これを皮切りに3連勝。また、日本GPからアブダビGPにかけて6連続ポールポジションと、この時期に限ればハミルトンを圧倒したほか、一時は個人2位を譲ったベッテルを最終的には50ポイント近く突き放してフィニッシュし意地を見せた。

#### 2016年

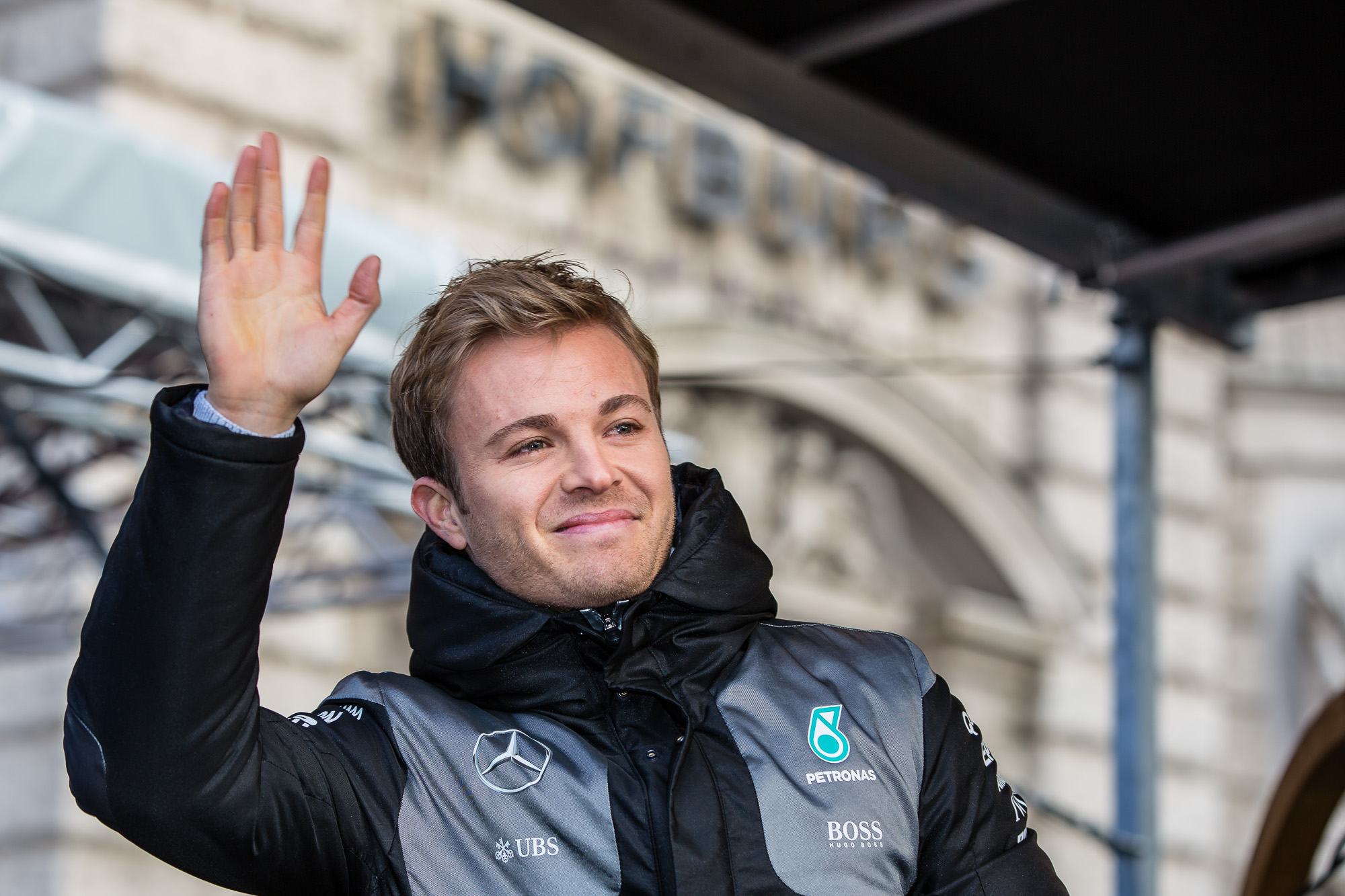
悲願のドライバーズタイトルを獲得し引退（2016年）

昨年の終盤戦3連勝で見せた覇気は同僚のハミルトンを上回り、開幕から4連勝（前年からの通算で7連勝）と予想以上の滑り出しを見せ、ロシアGPでは初のグランドスラムを達成して、早くもハミルトンとの差を43ポイントまで広げた。
しかしスペインGPはハミルトンと接触して両者リタイヤに終わると、4連覇がかかったモナコGPでは終始ペースが上がらず7位。ヨーロッパGPでは自身2度目のグランドスラムを達成したが、3連覇がかかるオーストリアGPでは最終周にまたしてもハミルトンと接触し、マシンにダメージを負って表彰台すら失った。続くイギリスGPではチームの無線指示のミスでペナルティを受けて3位に終わりハミルトンとの差は1ポイント差にまで詰められ、ハンガリーGPではポールポジションを獲得したもののスタートでハミルトンに抜かれてからトップを奪え返せないまま2位に終わり、ついにランキング首位の座をハミルトンに明け渡した。母国ドイツGPではポールポジションを獲得するがスタートのミスやペナルティなどで4位に終わり、ハミルトンに19ポイント差をつけられていた。だが夏休み明けのベルギーGPからは3連勝を飾り再び首位の座を奪い返す。マレーシアGPではスタート時の接触で最下位まで転落するがここから追い上げ3位を獲得。このレースでハミルトンがリタイアを喫したことがターニングポイントとなった。日本GPでは3年連続のポールポジションを獲得するとそのまま逃げ切り、2年間勝てなかった鈴鹿での初優勝を成し遂げた。ラスト4戦はハミルトンに4連勝を許したが、ロズベルグも2位に入り続けた結果、5ポイント差で初のワールドチャンピオンに輝いた。親子でのF1ワールドチャンピオンはヒル家（グラハム・ヒルとデイモン・ヒル）以来2例目、2世ドライバーとしてのF1ワールドチャンピオンはジャック・ヴィルヌーヴ以来3人目となる。
翌年に向けては12月1日に「カーナンバー1を使うかどうか考えている」と話していた。しかしFIAの表彰式が行われた12月2日、突然F1引退を発表し関係者やファンを大きく驚かせた。鈴鹿での勝利から引退を考え始め、25年間のレースキャリアでワールドチャンピオンになるという目標を達成したこと、また長い間、レースによって犠牲にしてきた家族との時間を作りたいということが引退の理由だと語り、将来的なF1復帰や他カテゴリーへの参戦を否定した。なお、チャンピオンを獲得出来なかった場合は現役続行の予定であったと語り、その場合は2018年まで総計61億円もの契約金を受け取る事になっていたが「お金が僕の将来をよりハッピーにするわけではない。それは確かだ」と言い切った。F1ワールドチャンピオンを獲得したドライバーがその年で完全引退するのは1993年のアラン・プロスト以来のことである。

### 引退後
2017年1月17日、メルセデスのアンバサダーに就任することが発表された。同年9月15日には、F1復帰を目指すロバート・クビサの共同マネージャーに就任。その後、このマネージメントから離脱し、若手ドライバー支援のためにカートアカデミーを立ち上げた。
また、RTLテレビジョン、2018年からはスポーツ専門チャンネルSky Sportsの解説者としても出演しながら、F1評論家としても寄稿活動を行っており、同郷のセバスチャン・ベッテルに対して辛口の批評を行うこともある。
2021年に旗揚げされるエクストリームEで「ロズベルグ・Xレーシング」をチーム代表として立ち上げて参戦。初年度となる2021年シーズンはヨハン・クリストファーソン／モリー・テイラー組が全5戦中3戦を勝ち取り、シリーズチャンピオンとなった。

## エピソード
- 両親の方針で国際性の高いモンテカルロでの教育を受けた[28]ことで、ドイツ語・英語・イタリア語・フランス語・スペイン語に堪能だが、父親の母国語であるフィンランド語は殆ど話せない[29]。
- ニコがカートに参戦し始めていた7歳の頃に父のケケが受けたインタビューでも「ニコはフィンランド国籍にしないの？」と問われた際、ケケは「私はフィンランドを思い出して恋しくなることもあるけど、家族はフィンランドでは生きていけないよ(笑)。妻はドイツ出身でフィンランドの冬に耐えられない。ニコはフィンランド語がなにも分からない。モンテカルロのアメリカンスクールに通ってドイツ語と英語の教育を受けているからね。」と回答している[28]。
- 子供の頃のヒーローは、父が長年マネージメントを担当していたミカ・ハッキネンで「ミカは僕の本当のヒーローだった」と語っている[30]。
- ドイツ・ブンデスリーガのFCバイエルン・ミュンヘンのビッグ・ファンであり、自身のSNSでバイエルンに関連する画像を投稿することがある。
- ハンサムな風貌が俳優のレオナルド・ディカプリオに例えられる。元チームメイトだった中嶋は、ディカプリオ主演映画『タイタニック』を観て「気持ち悪いくらい印象がそっくりですね!」と語っている[31]。仲間からは「ブリトニー」と呼ばれていたが、2011年に髪を短くして無精髭を伸ばしイメージチェンジした[32]。
- なくなって欲しいグランプリを聞かれ、「富士スピードウェイでの日本GPだが、トヨタのサーキットだから言えない（当時ウィリアムズ・トヨタに在籍中）。」と答えた[33]。
- F1デビューレースでファステストラップを獲得したことも含めバーレーングランプリとは相性が良く、11回参戦して1度もリタイアが無い。
- 2014年より導入されたパーソナルナンバー制度において、「６」を選択した。これは父のケケが1982年にワールドチャンピオンを獲得した時のナンバーなのが理由である。
- ルイス・ハミルトンは少年時代、マクラーレンのカートチームでコンビを組んでいた頃からの親友。「いつかF1でチームメイトになれたら、どんなにクールだろうね」と語り合っていた夢が、2013年にメルセデスで実現した[34]。2014年以降は上記のチャンピオン争いなどもあって関係が険悪になっていたが、自身がチャンピオンを獲得した時には、ハミルトンはカート時代の写真をSNSに投稿して祝福しており、また引退することも公式発表する前に彼には伝えていたと語っている[35]。また本人らの直接対決ではないが、引退後にロズベルグがチームを立ち上げたエクストリームEにおいては、ハミルトンも「X44」というチームを立ち上げている。
- パートナーのヴィヴィアン・シボルトはインテリアデザイナーであり、ロータス・レーシングのモーターホームの内装を担当した[36]。そして、二児の父となる[37]。
- 2016年にはスターリング・モスの通算勝利記録を抜き、ワールドチャンピオン経験のないドライバーの中での最多勝利記録保持者となったが、この年チャンピオンを獲得したため、再びモスが最多勝利記録保持者となった。
- F1チャンピオンになったのは2016年で、1982年に父親ケケが初めてチャンピオンを獲得して34年後のことであるが、親子2代でのチャンピオンを獲得したヒル家もデイモンがチャンピオンになった年は、父親のグラハムが初めてのチャンピオンを獲得してから34年後のことであった。
- 2011年に公式Youtubeチャンネルを開設し、現在もVlogを投稿している。2021年5月にはチャンネル登録者数が100万人を突破した[38]。

## レース戦績

### 略歴
| 年   | シリーズ                                     | チーム                            | レース           | 勝利             | PP               | FL               | 表彰台           | ポイント         | 順位             |
| ---- | -------------------------------------------- | --------------------------------- | ---------------- | ---------------- | ---------------- | ---------------- | ---------------- | ---------------- | ---------------- |
| 2001 | フォーミュラ・BMW ジュニア・カップ・イベリア | -                                 | 3                | 0                | 0                | 0                | 0                | 38               | 18位             |
| 2002 | フォーミュラ・BMW ADAC                       | VIVA レーシング                   | 20               | 9                | 5                | 1                | 13               | 264              | 1位              |
| 2003 | フォーミュラ3・ユーロシリーズ                | チーム・ロズベルグ                | 20               | 1                | 1                | 2                | 5                | 45               | 8位              |
| 2003 | マスターズ・オブ・フォーミュラ3              | チーム・ロズベルグ                | 1                | 0                | 0                | 0                | 0                | N/A              | NC               |
| 2003 | マカオグランプリ                             | カーリン・モータースポーツ        | 1                | 0                | 0                | 0                | 0                | 0                | NC               |
| 2003 | コリア・スーパープリ                         | カーリン・モータースポーツ        | 1                | 0                | 0                | 0                | 0                | N/A              | NC               |
| 2004 | フォーミュラ3・ユーロシリーズ                | チーム・ロズベルグ                | 19               | 3                | 2                | 2                | 5                | 70               | 4位              |
| 2004 | マカオグランプリ                             | チーム・ロズベルグ                | 1                | 0                | 0                | 0                | 0                | N/A              | NC               |
| 2004 | マスターズ・オブ・フォーミュラ3              | チーム・ロズベルグ                | 1                | 0                | 0                | 0                | 0                | N/A              | 6位              |
| 2004 | バーレーン・スーパープリ                     | チーム・ロズベルグ                | 1                | 0                | 0                | 0                | 1                | N/A              | 2位              |
| 2005 | GP2シリーズ                                  | ARTグランプリ                     | 23               | 5                | 4                | 5                | 12               | 120              | 1位              |
| 2005 | フォーミュラ1                                | BMW・ウィリアムズF1チーム         | テストドライバー | テストドライバー | テストドライバー | テストドライバー | テストドライバー | テストドライバー | テストドライバー |
| 2006 | フォーミュラ1                                | ウィリアムズF1チーム              | 18               | 0                | 0                | 1                | 0                | 4                | 17位             |
| 2007 | フォーミュラ1                                | AT&T・ウィリアムズ                | 17               | 0                | 0                | 0                | 0                | 20               | 9位              |
| 2008 | フォーミュラ1                                | AT&T・ウィリアムズ                | 18               | 0                | 0                | 0                | 2                | 17               | 13位             |
| 2009 | フォーミュラ1                                | AT&T・ウィリアムズ                | 17               | 0                | 0                | 1                | 0                | 34.5             | 7位              |
| 2010 | フォーミュラ1                                | メルセデスGP・ペトロナスF1チーム  | 19               | 0                | 0                | 0                | 3                | 142              | 7位              |
| 2011 | フォーミュラ1                                | メルセデスGP・ペトロナスF1チーム  | 19               | 0                | 0                | 0                | 0                | 89               | 7位              |
| 2012 | フォーミュラ1                                | メルセデスAMG・ペトロナスF1チーム | 20               | 1                | 1                | 2                | 2                | 93               | 9位              |
| 2013 | フォーミュラ1                                | メルセデスAMG・ペトロナスF1チーム | 19               | 2                | 3                | 0                | 4                | 171              | 6位              |
| 2014 | フォーミュラ1                                | メルセデスAMG・ペトロナスF1チーム | 19               | 5                | 11               | 5                | 15               | 317              | 2位              |
| 2015 | フォーミュラ1                                | メルセデスAMG・ペトロナスF1チーム | 19               | 6                | 7                | 5                | 15               | 322              | 2位              |
| 2016 | フォーミュラ1                                | メルセデスAMG・ペトロナスF1チーム | 21               | 9                | 8                | 6                | 16               | 385              | 1位              |

### F3・ユーロシリーズ
| 年     | エントラント       | シャシー          | エンジン        | 1         | 2       | 3         | 4       | 5        | 6         | 7         | 8         | 9       | 10       | 11        | 12      | 13      | 14      | 15        | 16        | 17      | 18       | 19      | 20        | DC  | ポイント |
| ------ | ------------------ | ----------------- | --------------- | --------- | ------- | --------- | ------- | -------- | --------- | --------- | --------- | ------- | -------- | --------- | ------- | ------- | ------- | --------- | --------- | ------- | -------- | ------- | --------- | --- | -------- |
| 2003年 | チーム・ロズベルグ | ダラーラ F303/005 | スピース-オペル | HOC 1 Ret | HOC 2 3 | ADR 1 Ret | ADR 2   | PAU 1 15 | PAU 2 17  | NOR 1 8   | NOR 2 Ret | LMS 1   | LMS 2 11 | NÜR 1 Ret | NÜR 2 3 | A1R 1 8 | A1R 2 3 | ZAN 1 18  | ZAN 2 8   | HOC 1 7 | HOC 2 14 | MAG 1 6 | MAG 2 Ret | 8位 | 45       |
| 2004年 | チーム・ロズベルグ | ダラーラ F303/006 | スピース-オペル | HOC 1     | HOC 2 1 | EST 1 Ret | EST 2 4 | ADR 1 5  | ADR 2 Ret | PAU 1 Ret | PAU 2 Ret | NOR 1 4 | NOR 2 17 | MAG 1 6   | MAG 2   | NÜR 1   | NÜR 2 3 | ZAN 1 Ret | ZAN 2 DNS | BRN 1 4 | BRN 2 11 | HOC 1 8 | HOC 2 8   | 4位 | 70       |

- 太字はポールポジション、斜字はファステストラップ。(key)

### GP2
| 年     | エントラント  | 1         | 2           | 3         | 4         | 5         | 6         | 7         | 8         | 9         | 10        | 11        | 12        | 13        | 14        | 15        | 16         | 17        | 18        | 19        | 20        | 21        | 22        | 23        | DC  | ポイント |
| ------ | ------------- | --------- | ----------- | --------- | --------- | --------- | --------- | --------- | --------- | --------- | --------- | --------- | --------- | --------- | --------- | --------- | ---------- | --------- | --------- | --------- | --------- | --------- | --------- | --------- | --- | -------- |
| 2005年 | ARTグランプリ | IMO FEA 8 | IMO SPR Ret | CAT FEA 9 | CAT SPR 4 | MON FEA 3 | NÜR FEA 3 | NÜR SPR 4 | MAG FEA 7 | MAG SPR 1 | SIL FEA 1 | SIL SPR 4 | HOC FEA 1 | HOC SPR 4 | HUN FEA 5 | HUN SPR 2 | IST FEA 17 | IST SPR 3 | MNZ FEA 2 | MNZ SPR 2 | SPA FEA 3 | SPA SPR 5 | BHR FEA 1 | BHR SPR 1 | 1位 | 120      |

- 太字はポールポジション、斜字はファステストラップ。(key)

### F1
| 年     | エントラント | シャシー      | エンジン                          | 1       | 2       | 3       | 4       | 5       | 6       | 7       | 8      | 9       | 10      | 11     | 12      | 13      | 14      | 15      | 16      | 17      | 18      | 19     | 20     | 21    | WDC  | ポイント |
| ------ | ------------ | ------------- | --------------------------------- | ------- | ------- | ------- | ------- | ------- | ------- | ------- | ------ | ------- | ------- | ------ | ------- | ------- | ------- | ------- | ------- | ------- | ------- | ------ | ------ | ----- | ---- | -------- |
| 2006年 | ウィリアムズ | FW28          | コスワース CA2006 2.4 V8          | BHR 7   | MAL Ret | AUS Ret | SMR 11  | EUR 7   | ESP 11  | MON Ret | GBR 9  | CAN Ret | USA 9   | FRA 14 | GER Ret | HUN Ret | TUR Ret | ITA Ret | CHN 11  | JPN 10  | BRA Ret |        |        |       | 17位 | 4        |
| 2007年 | ウィリアムズ | FW29          | トヨタ RVX-07 2.4 V8              | AUS 7   | MAL Ret | BHR 10  | ESP 6   | MON 12  | CAN 10  | USA 16  | FRA 9  | GBR 12  | EUR Ret | HUN 7  | TUR 7   | ITA 6   | BEL 6   | JPN Ret | CHN 16  | BRA 4   |         |        |        |       | 9位  | 20       |
| 2008年 | ウィリアムズ | FW30          | トヨタ RVX-08 2.4 V8              | AUS 3   | MAL 14  | BHR 8   | ESP Ret | TUR 8   | MON Ret | CAN 10  | FRA 16 | GBR 9   | GER 10  | HUN 14 | EUR 8   | BEL 12  | ITA 14  | SIN 2   | JPN 11  | CHN 15  | BRA 12  |        |        |       | 13位 | 17       |
| 2009年 | ウィリアムズ | FW31          | トヨタ RVX-09 2.4 V8              | AUS 6   | MAL 8‡  | CHN 15  | BHR 9   | ESP 8   | MON 6   | TUR 5   | GBR 5  | GER 4   | HUN 4   | EUR 5  | BEL 8   | ITA 16  | SIN 11  | JPN 5   | BRA Ret | ABU 9   |         |        |        |       | 7位  | 34.5     |
| 2010年 | メルセデス   | MGP W01       | メルセデス FO 108X 2.4 V8         | BHR 5   | AUS 5   | MAL 3   | CHN 3   | ESP 13  | MON 7   | TUR 5   | CAN 6  | EUR 10  | GBR 3   | GER 8  | HUN Ret | BEL 6   | ITA 5   | SIN 5   | JPN 17† | KOR Ret | BRA 6   | ABU 4  |        |       | 7位  | 142      |
| 2011年 | メルセデス   | MGP W02       | メルセデス FO 108Y 2.4 V8         | AUS Ret | MAL 12  | CHN 5   | TUR 5   | ESP 7   | MON 11  | CAN 11  | EUR 7  | GBR 6   | GER 7   | HUN 9  | BEL 6   | ITA Ret | SIN 7   | JPN 10  | KOR 8   | IND 6   | ABU 6   | BRA 7  |        |       | 7位  | 89       |
| 2012年 | メルセデス   | F1 W03        | メルセデス FO 108Z 2.4 V8         | AUS 12  | MAL 13  | CHN 1   | BHR 5   | ESP 7   | MON 2   | CAN 6   | EUR 6  | GBR 15  | GER 10  | HUN 10 | BEL 11  | ITA 7   | SIN 5   | JPN Ret | KOR Ret | IND 11  | ABU Ret | USA 13 | BRA 15 |       | 9位  | 93       |
| 2013年 | メルセデス   | F1 W04        | メルセデス FO 108F 2.4 V8         | AUS Ret | MAL 4   | CHN Ret | BHR 9   | ESP 6   | MON 1   | CAN 5   | GBR 1  | GER 9   | HUN 19† | BEL 4  | ITA 6   | SIN 4   | KOR 7   | JPN 8   | IND 2   | ABU 3   | USA 5   | BRA 9  |        |       | 6位  | 171      |
| 2014年 | メルセデス   | F1 W05        | メルセデス PU106A Hybrid 1.6 V6 t | AUS 1   | MAL 2   | BHR 2   | CHN 2   |         |         |         |        |         |         |        |         |         |         |         |         |         |         |        |        |       | 2位  | 317      |
| 2014年 | メルセデス   | F1 W05 Hybrid | メルセデス PU106A Hybrid 1.6 V6 t |         |         |         |         | ESP 2   | MON 1   | CAN 2   | AUT 1  | GBR Ret | GER 1   | HUN 4  | BEL 2   | ITA 2   | SIN Ret | JPN 2   | RUS 2   | USA 2   | BRA 1   | ABU 14 |        |       | 2位  | 317      |
| 2015年 | メルセデス   | F1 W06 Hybrid | メルセデス PU106B Hybrid 1.6 V6 t | AUS 2   | MAL 3   | CHN 2   | BHR 3   | ESP 1   | MON 1   | CAN 2   | AUT 1  | GBR 2   | HUN 8   | BEL 2  | ITA 17† | SIN 4   | JPN 2   | RUS Ret | USA 2   | MEX 1   | BRA 1   | ABU 1  |        |       | 2位  | 322      |
| 2016年 | メルセデス   | F1 W07 Hybrid | メルセデス PU106C Hybrid 1.6 V6 t | AUS 1   | BHR 1   | CHN 1   | RUS 1   | ESP Ret | MON 7   | CAN 5   | EUR 1  | AUT 4   | GBR 3   | HUN 2  | GER 4   | BEL 1   | ITA 1   | SIN 1   | MAL 3   | JPN 1   | USA 2   | MEX 2  | BRA 2  | ABU 2 | 1位  | 385      |

- 太字はポールポジション、斜字はファステストラップ。(key)
- † : リタイアだが、90%以上の距離を走行したため規定により完走扱い。
- ‡ : ハーフポイント。レース周回数が75%未満で終了したため、得点が半分となる。